# Marius Șumudică
Marius Ninel Șumudică (n. 4 martie 1971, București, România)  este un fotbalist român retras din activitate, care a jucat pe post de mijlocaș lateral la echipe ca Sportul Studențesc, Rapid București și Marítimo. După încheierea carierei, a devenit antrenor, și a antrenat, printre altele, Astra Giurgiu, Gaziantep și Rapid București.
În cariera de jucător a atins consacrarea la Rapid București alături de care a câștigat titlul de campion al României în 1999 precum și Cupa României în 1998 și 2002.
La data de 26 septembrie 2016, Marius Șumudică a fost declarat cetățean de onoare al orașului Giurgiu.
În 2019, a devenit antrenorul echipei turce Gaziantep. S-a despărțit de Gaziantep în ianuarie 2021 și doar câteva zile mai târziu a semnat un contract cu o altă echipă din Turcia, Rizespor. Din 2 iunie 2021, până pe 28 august 2021, a fost antrenorul echipei CFR Cluj. La 8 octombrie 2021, Șumudică a revenit în Turcia unde a semnat un contract până la finalul sezonului cu Yeni Malatyaspor, însă a fost demis în februarie.

## Palmares

### Jucător
Rapid București
- Liga I (1): 1998-99
- Cupa României (2): 1997-98, 2001-02

### Antrenor
Astra Giurgiu
- Liga I (1): 2015-2016
- Supercupa României (1): 2016

CFR Cluj
- Supercupa României
  - Vicecampion: 2021

Individual
- Gazeta Sporturilor Antrenorul anului în România: 2016
- Antrenorul lunii al ligii profesioniste saudite :  Decembrie 2018 [8]